# Maré terrestre
Maré terrestre (também conhecida como maré de corpo ou maré crustal) é o deslocamento vertical periódico da superfície sólida da Terra em resultado da deformação viscoelástica da terra sólida (o corpo planetário excluindo a hidrosfera e a atmosfera) causada pela interação com os campos gravíticos da Lua e do Sol. A principal componente da maré terrestre tem amplitude com ordem de grandeza decimétrica e período de aproximadamente 12 horas. Embora a maior parte das componentes da maré terrestre seja semi-diurna, há também contribuições significativas diurnas, semi-anuais e quinzenais. Embora a força gravitacional que provoca as marés terrestres e as marés oceânicas seja a mesma, as respostas são diferentes em amplitude e período dada a estrutura e viscoelasticidade da parte sólida do planeta. A maré terrestre é uma maré sólida, fenómeno que ocorrerá em qualquer objeto astronómico viscoelástico sujeito à influência gravítica de outro corpo celeste.

## Descrição
A massa terrestre sólida está sujeita a uma onda de maré duas vezes por dia, dando origem ao fenómeno conhecido por maré terrestre, análogo às marés dos oceanos e dos grandes mares interiores, pois, tal como a hidrosfera, a parte sólida do planeta também está sujeita às forças de maré resultantes da ação gravítica da Lua e do Sol sobre a Terra.
Contudo, em contraste com os movimentos da água dos oceanos, as marés terrestres são uma consequência da elasticidade do corpo da Terra, que exibe uma viscoelasticidade que se manifesta nas deformações induzidas pela maré terrestre. Na realidade, caso a Terra fosse um corpo completamente rígido, as forças de maré lunissolar apenas se manifestariam como pequenas variações da gravidade, que na sua máxima intensidade correspondem a cerca de um décimo de milionésimo da gravidade total da Terra, e que podem ser calculadas a partir da posição no momento do Sol, da Lua e dos planetas. Contudo, por ser viscoelástica, a Terra reage a estas variações das forças gravitacionais com uma deformação elástica da crosta terrestre de até alguns decímetros, dando origem à maré terrestre.

### Magnitude
A Terra não é um corpo rígido, mas reage elasticamente à atração gravitacional da Lua e do Sol, cujo efeito combinado, modificando diretamente a aceleração da gravidade em magnitude e direção, é da ordem de 0,25 × 10−6 g na superficie terrestre. Em consequência, sob a ação da maré gravimétrica, uma massa de quatro toneladas terá uma variação de peso de aproximadamante 1 g, o que apenas é detetável por gravimetria de elevada sensibilidade, geralmente com recurso a gravímetros de supercondutividade (um gravímetro supercondutor é constituído por um dinamómetro de mola no qual a massa da amostra é mantida flutuando no campo eletromagnético de uma bobina supercondutora pela força da mola).
Dada a sua natureza periódica, as marés terrestres não são, portanto, um "movimento" como no caso dos sismos de curta duração ou da formação de montanhas de longa duração, mas sim uma oscilação. Em comparação com tais forças periódicas, o efeito das forças sísmicas é mais importante do que o das forças de ação prolongada, como a formação de rochas, cujo efeito é de apenas alguns milímetros por ano.
A magnitude das alterações da elevação geodésica resultantes da maré terrestre depende também da latitude geográfica e há muito que são observadas com recurso a gravímetros de precisão. Na década de 1980, foram desenvolvidos modelos elásticos da Terra, usando os números de Shida e Love, que mapeiam a diferença entre o que seria a Terra como um corpo rígido e a Terra como um corpo dotado de viscoelasticidade. Atualmente, estes modelos têm uma precisão de poucos milímetros e são utilizadas para a redução do erro das observações geodésicas e mesmo no cálculo das órbitas de satélites.
A elevação ou subsidência é de cerca de ±30 a ±50 cm, mas não pode ser sentida por humanos ou outros seres vivos. O efeito é de cerca de 0,1 miligal (um décimo de milionésimo da gravidade terrestre) e só pode ser medido com gravímetros de alta precisão (balanças de mola extremamente precisas) ou com recurso a pêndulos horizontais especiais (conhecidos por «pêndulos de maré terrestre»). Estes últimos funcionam por detecção das flutuações do afastamento na componente vertical (prumo) do campo gravítico terrestre, mas estas flutuações devidas à órbita lunar atingem apenas cerca de 0,2″ (0,00005°).
Tais medições só podem ser efectuadas em locais completamente livres de choques e de vibrações, de preferência em ambientes subterrâneos como minas, grutas ou túneis desafectados. Estas estações de medição estão localizadas, por exemplo, em Schiltach (Baden-Württemberg), Grotta-Gigante (Itália) e em Grazer Schloßberg (Áustria).
Para além das ondas sísmicas, as marés terrestres fornecem outro efeito independente através do qual as propriedades da crosta terrestre, do manto superior e do manto inferior (por exemplo, a viscosidade, a elasticidade ou a homogeneidade) podem ser investigadas em estudos de espetroscopia terrestre. Há já alguns anos que são utilizados métodos semelhantes na exploração do interior de planetas gasosos no sistema solar e na modelação de exoplanetas próximos.

## Forças indutoras
A maior das forças gravitacionais periódicas resulta da gravidade da Lua, mas a do Sol também é importante. As imagens mostram a força de maré lunar quando a Lua aparece diretamente sobre o paralelo 30° N (ou 30° S). Este padrão permanece fixo com a área vermelha dirigida para (ou diretamente afastada da) Lua. O vermelho indica uma atração para cima e o azul para baixo. Se, por exemplo, a Lua estiver diretamente sobre 90° W (ou 90° E), as áreas vermelhas estão centradas no hemisfério norte ocidental, no canto superior direito.  Vermelho para elevação, azul para depressão da superfície.  Se, por exemplo, a Lua estiver diretamente sobre 90° W (90° E), o centro da área vermelha é 30° N, 90° W e 30° S, 90° E, e o centro da faixa azulada segue o grande círculo equidistante desses pontos.  A 30° de latitude, um pico forte ocorre uma vez por cada dia lunar, dando uma força diurna significativa nessa latitude. Ao longo do equador, dois picos (e depressões) de igual tamanho conferem uma força semi-diurna.
A modelação matemática das marés da Terra envolve termos constantes, que são designados por "marés permanentes", os quais também contribuem para induzir a maré terrestre.

### Componentes da força de maré
A maré terrestre abrange todo o corpo da Terra e não é impedida ou significativamente alterada pela presença da fina camada crustal e pelas massas terrestres da superfície, atuando em escalas que tornam irrelevante a diferença de rigidez das rochas. As marés oceânicas são uma consequência das forças tangentes (ver: Maré de equilíbrio) e da ressonância das mesmas forças motrizes com períodos de oscilação da água nas bacias oceânicas acumuladas ao longo de muitos dias, de modo que a sua amplitude e momento são bastante diferentes e variam em distâncias curtas de apenas algumas centenas de quilómetros. Os períodos de oscilação da Terra como um todo não se aproximam dos períodos astronómicos, pelo que a sua flexão se deve ao momento induzido pelas forças de maré.
Os componentes da maré com um período próximo das doze horas têm uma amplitude lunar (distâncias de protuberância/depressão da Terra) que são um pouco mais do dobro da altura das amplitudes solares, conforme tabelado abaixo. Na lua nova e na lua cheia, o Sol e a Lua estão alinhados, e os máximos e mínimos lunares e solares (protuberâncias e depressões) somam-se para a maior amplitude de maré em determinadas latitudes. Nas fases de primeiro e terceiro quartos da Lua, as marés lunares e solares são perpendiculares e a amplitude da maré é mínima. As marés semi-diurnas passam por um ciclo completo (uma maré alta e uma maré baixa) cerca de uma vez em cada 12 horas e um ciclo completo de altura máxima (uma maré viva e uma maré morta) cerca de uma vez em cada 14 dias.
A maré semi-diurna (um máximo a cada 12 horas ou mais) é principalmente lunar (apenas S2 é puramente solar) e dá origem a deformações sectoriais (ou sectoriais) que sobem e descem ao mesmo tempo ao longo da mesma longitude. As variações sectoriais dos deslocamentos verticais e este-oeste são máximas no equador e desaparecem nos polos. Há dois ciclos ao longo de cada latitude, as protuberâncias opostas uma à outra, e as depressões igualmente opostas. A maré diurna é lunisolar e dá origem a deformações tesserais. O movimento vertical e este-oeste é máximo a 45° de latitude e é nulo no equador e nos polos. A variação do tesseral tem um ciclo por latitude, uma protuberância e uma depressão. As protuberâncias são opostas (antipodais), ou seja, a parte ocidental do hemisfério norte e a parte oriental do hemisfério sul, por exemplo.  Do mesmo modo, as depressões são opostas, neste caso a parte oriental do hemisfério norte e a parte ocidental do hemisfério sul.  Por fim, as marés quinzenais e semestrais apresentam deformações zonais (constantes ao longo de um círculo de latitude), uma vez que a gravitação da Lua ou do Sol se afasta alternadamente dos hemisférios norte e sul devido à inclinação. O deslocamento vertical é nulo a 35°16' de latitude.
Uma vez que estas deslocações afectam a direção vertical, as variações este-oeste e norte-sul são frequentemente tabuladas em mili-segundos de arco para uso astronómico.  A deslocação vertical é frequentemente tabulada em μGal, uma vez que o gradiente da gravidade depende da localização, pelo que a conversão da distância é de apenas cerca de 3 μGal por centímetro.

### Componentes harmónicas da maré terrestre

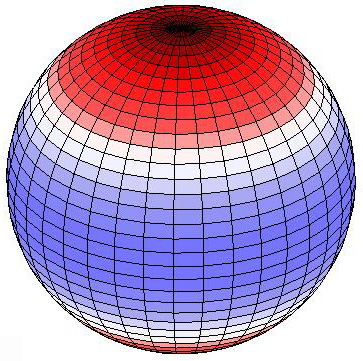
Deslocações verticais do movimento zonal. Vermelho para cima (elevação ou protuberância), azul para baixo (depressão).

Principais constituintes harmónicas das marés. As amplitudes podem variar das listadas em vários por cento.
| Semi-diurno            |            |                |                |
| Componente de maré     | Período    | Amplitude (mm) | Amplitude (mm) |
| Componente de maré     | Período    | vertical       | horiz.         |
| M2                     | 12,421 h   | 384,83         | 53,84          |
| S2 (solar semi-diurno) | 12 h       | 179,05         | 25,05          |
| N2                     | 12,658 h   | 073,69         | 10,31          |
| K2                     | 11,967 h   | 048,72         | 06,82          |
|                        |            |                |                |
| Diurno                 |            |                |                |
| Componente de maré     | Período    | Amplitude (mm) | Amplitude (mm) |
| Componente de maré     | Período    | vertical       | horiz.         |
| K1                     | 23,934 h   | 191,78         | 32,01          |
| O1                     | 25,819 h   | 158,11         | 22,05          |
| P1                     | 24,066 h   | 070,88         | 10,36          |
| φ1                     | 23,804 h   | 003,44         | 00,43          |
| ψ1                     | 23.869 h   | 002,72         | 00,21          |
| S1 (solar diurnal)     | 24 h       | 001,65         | 00,25          |
|                        |            |                |                |
| Longo período          |            |                |                |
| Componente de maré     | Período    | Amplitude (mm) | Amplitude (mm) |
| Componente de maré     | Período    | vertical       | horiz.         |
| Mf                     | 13,661 d   | 040,36         | 05,59          |
| Mm (lunar mensal)      | 27,555 d   | 021,33         | 02,96          |
| Ssa (solar semi-anual) | 0,5 ano    | 018,79         | 02,60          |
| Nodo lunar             | 18,613 ano | 016,92         | 02,34          |
| Sa (solar anual)       | 1 ano      | 002,97         | 00,41          |

## Carga da maré oceânica
Nas zonas costeiras, devido ao facto de a maré oceânica estar muito desfasada em relação à maré terrestre, na maré alta há um excesso de água acima do que seria o nível de equilíbrio gravitacional, pelo que o solo adjacente desce em resposta às diferenças de peso resultantes. Na maré baixa, há um défice de água e o solo sobe. Os deslocamentos causados pela carga de maré oceânica podem exceder os deslocamentos devidos à maré de corpo da massa terrestre. Os instrumentos sensíveis situados no interior da Terra têm frequentemente de efetuar correcções semelhantes. A carga atmosférica e as tempestades também podem ser mensuráveis, embora as massas em movimento sejam menos pesadas.

## Efeitos
Os estudos de sismologia determinaram que os eventos microssísmicos estão correlacionados com as variações das marés terrestres na Ásia Central, a norte dos Himalaias. Os vulcanólogos utilizam os movimentos regulares e previsíveis das marés terrestres para calibrar e testar instrumentos sensíveis de monitorização da deformação dos vulcões (como as estações GNSS), sabendo-se que as marés também podem desencadear eventos vulcânicos. Tem sido também defendida a tese de que uma componente do movimento para oeste das placas tectónicas é devida ao efeito de maré produzido pela maré terrestre. À medida que a Terra gira para leste, a gravidade da Lua puxa a camada superficial da Terra de volta para oeste. Este poderá também explicar porque é que Vénus e Marte não têm placas tectónicas, uma vez que Vénus não tem luas e as luas de Marte são demasiado pequenas para produzirem efeitos de maré sobre este planeta. Ainda assim, não se trata de uma ideia nova, poi foi pela primeira vez avançada pelo propositor da hipótese da tectónica de placas, Alfred Wegener, mas desafiada por Harold Jeffreys que calculou que a magnitude do atrito provocado pelo efeito de maré que seria necessária, teria causado a paragem da rotação da Terra há muito tempo.
A amplitude semidiurna das marés terrestres pode atingir cerca de 55 cm no equador terrestre, o que é importante em geodesia quando são usados o Sistema de Posicionamento Global, a interferometria de linha de base longa e a medições de alcance a laser por satélite. Além disso, para efetuar medições angulares astronómicas precisas, é necessário um conhecimento exato da taxa de rotação da Terra (comprimento do dia, precessão, para além da nutação), a qual é influenciada pelas marés terrestres (ver também: Maré polar).
As marés terrestres também precisam de ser tidas em conta no caso de algumas experiências de física de partículas. Por exemplo, no CERN ou no SLAC National Accelerator Laboratory, os aceleradores de partículas de grandes dimensões foram concebidos tendo em conta as marés terrestres para um funcionamento correto. Entre os efeitos que têm de ser tidos em conta assume particular importância a deformação da circunferência para os aceleradores circulares e também a energia dos feixes de partículas.
Dada a extrema fraqueza das alterações exercidas pelas marés terrestres, é pouco provável que a estas marés desempenhem papel relevante a nível físico ou biológico. Contudo, alguns estudos puseram em evidância a interação das plantas com as marés terrestres, qualificada como correlativa e circunstancial.

## Outros objetos astronómicos
As marés de corpo também existem noutros objectos astronómicos sujeitos ao efeito de maré, como planetas e luas. Na Lua da Terra, as marés de corpo variam cerca de ±0,1 m por mês. Estas marés desempenham um papel fundamental na dinâmica a longo prazo dos sistemas planetários. Por exemplo, é devido às marés de corpo que a Lua está capturada num acoplamento de maré com ressonância 1:1 pelo que sempre mostra o mesmo lado quando observada a partir da Terra. As marés de corpo em Mercúrio fazem-no ficar numa órbitra de ressonância 3:2 com o Sol.
Pela mesma razão, acredita-se que muitos dos exoplanetas ocorrem capturados em ressonâncias spin-órbita mais elevadas com as suas estrelas hospedeiras.